# Amplifikacja (album)
Amplifikacja – drugi solowy album polskiego rapera i producenta o pseudonimie Rahim. Wydawnictwo ukazało się 6 grudnia 2010 roku nakładem wytwórni muzycznej MaxFloRec. Na płycie znalazły się remiksy piosenek z pierwszej solowej produkcji rapera pt. Podróże po amplitudzie, a także nowe utwory. Nagrania były dostępne jedynie w sprzedaży wysyłkowej, a także podczas koncertów Rahima. W ramach promocji do utworów „OTC” i „Sekunda” zostały zrealizowane teledyski.

## Lista utworów
Opracowano na podstawie materiału źródłowego.
1. „Amplifikacja” (prod. DiNO)
2. „Sekunda” (Vixen Remix)
3. „Kawałek” (DJ Scof Remix, gościnnie: Majkel, Bu)
4. „Dzisiaj” (Vixen Remix, gościnnie: MiniX)
5. „Darkside” (Adek Remix)
6. „Fejm” (DonDe Remix, gościnnie: GrubSon, AbradAb)
7. „OTC” (prod. DiNO, gościnnie: MiniX)
8. „Kropeczka” (Karma Remix, gościnnie: Fokus, Śliwka)
9. „Ciii” (DiNO Remix)
10. „Pasażer” (lukeing forward Remix)
11. „Zachęta” (DonDe Remix, gościnnie: Ńemy)
12. „Wiersz” (Skorup Remix)
13. „Padrone” (Adek Remix)
14. „Można?” (Ludwik Zamenhof Remix, gościnnie: Lilu, Grafit)
15. „Dinozaury” (DonDe Remix)
16. „M-ów” (Stahu Beats Remix, gościnnie: Fokus, Puq)
17. „Chęć” (prod. Esty Beats, gościnnie: Siwas, Puq)
18. „Pasażer” (O.S.T.R., Killing Skills Remix) (utwór dodatkowy)